# Milligania lindoniana
Milligania lindoniana là một loài thực vật có hoa trong họ Asteliaceae. Loài này được Rodway ex W.M.Curtis mô tả khoa học đầu tiên năm 1972.